# أحمد بن قاسم الرفاعي الرباطي
أحمد بن قاسم الرفاعي الرباطي كان خطاطا مغربيا اهتم بإصلاح وتقعيد الخط المغربي. ألف في ذلك كتاب نظم لآلئ السمط في حسن تقويم بديع الخط عام 1840، والذي حققه الأستاذ محمد صبري. كتاب نظم لآلئ السمط أرجوزة مكونة من 143 بيتا.